# Samsung Corby

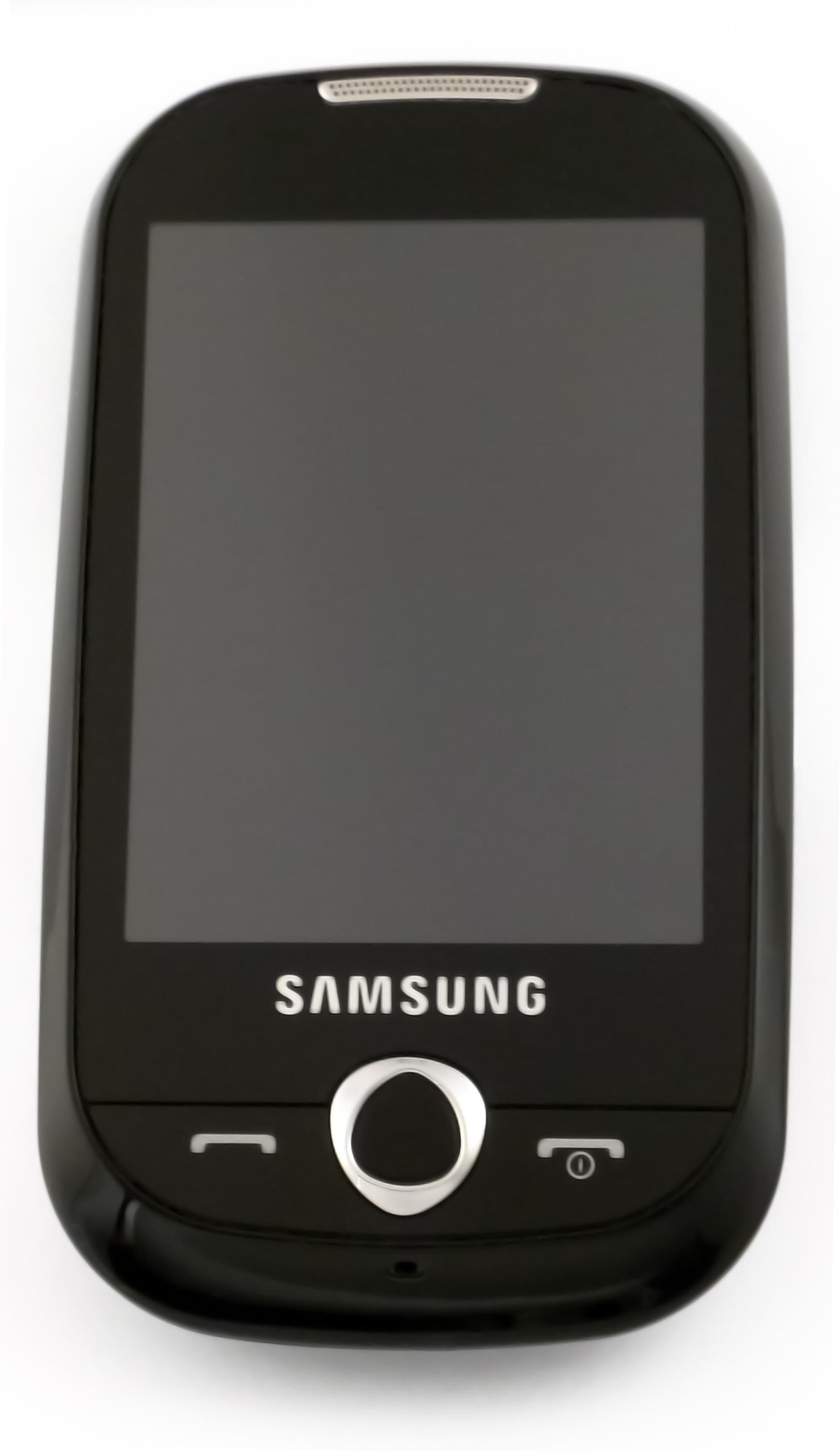
Pierwszy telefon z serii

Samsung Corby – seria telefonów firmy Samsung wyprodukowanych ze specjalnym przeznaczeniem dla młodzieży. Posiadają w zestawie trzy różne, wymienne, kolorowe garniturki (tylne części obudowy), które w założeniu są do zmiany w zależności od nastroju lub okazji. W skład wchodzą telefony:
- Samsung S3650 Corby (sierpień 2009)
- Samsung B3210 Corby TXT (październik 2009)
- Samsung GT-B5310 Corby PRO (październik 2009)
- Samsung C3510 Corby POP (2010)
- Samsung Corby TV (2010)
- Samsung i5500 Corby Smartphone[a] (czerwiec 2010)
- Samsung M3710 Corby Beat (2010)
- Samsung S3850 Corby II (marzec 2011)